# 臺鐵SP32600型客車
台鐵35SP32600型鋼體客車，是1975年在台湾唐榮鐵工廠製造的莒光號客車，也是第一批最早的台灣產莒光號客車，以「租購」的名義引進。因車況不佳且內裝老舊，加上於2017年4月30日因轉向架龜裂造成列車出軌事故，已全數報廢。
台鐵另有屬對號快車用客車的35SPK32600型鋼體客車，兩者極易搞混。

## 圖片集

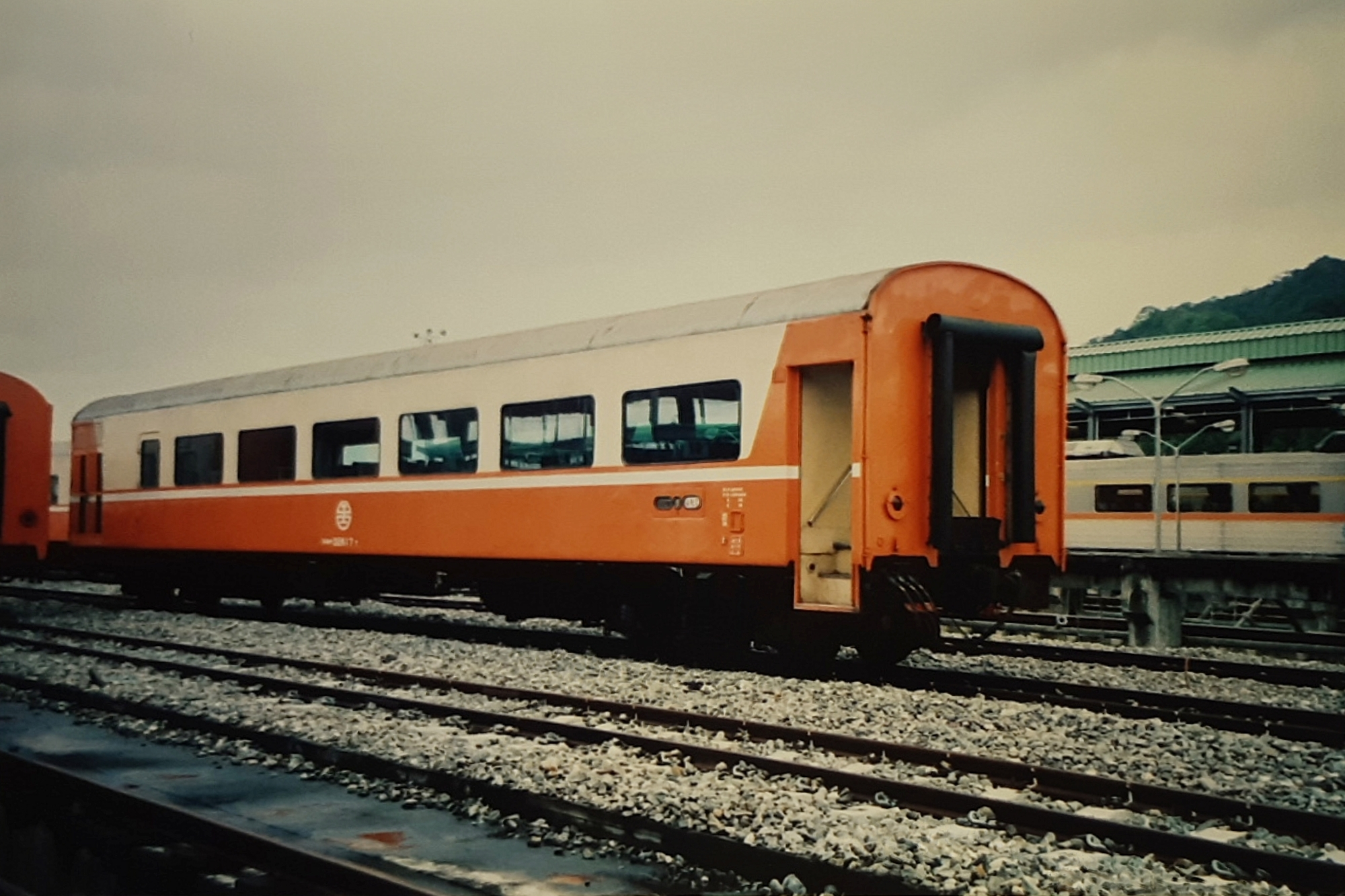
35SP32617號
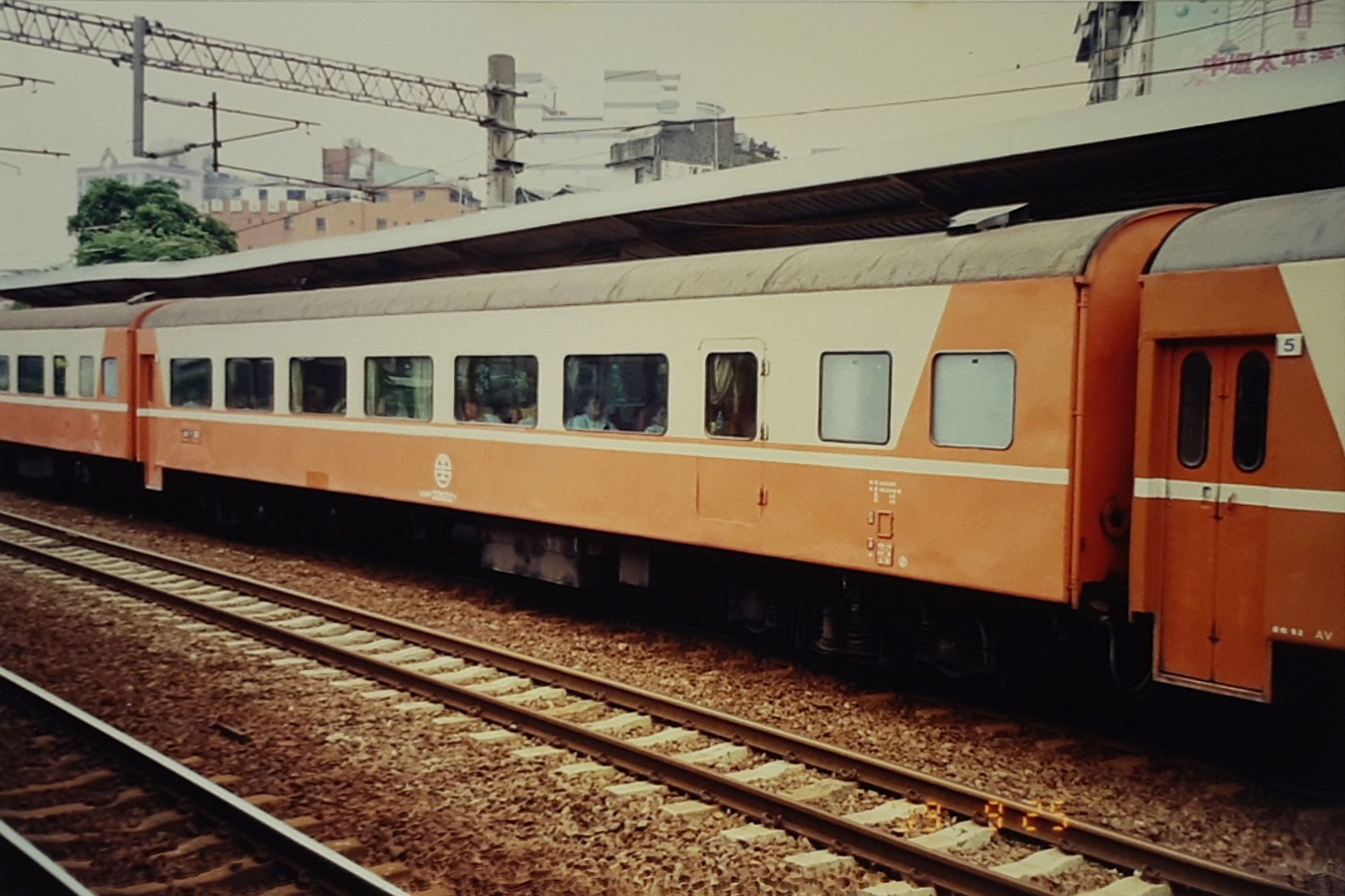
35SP32622號
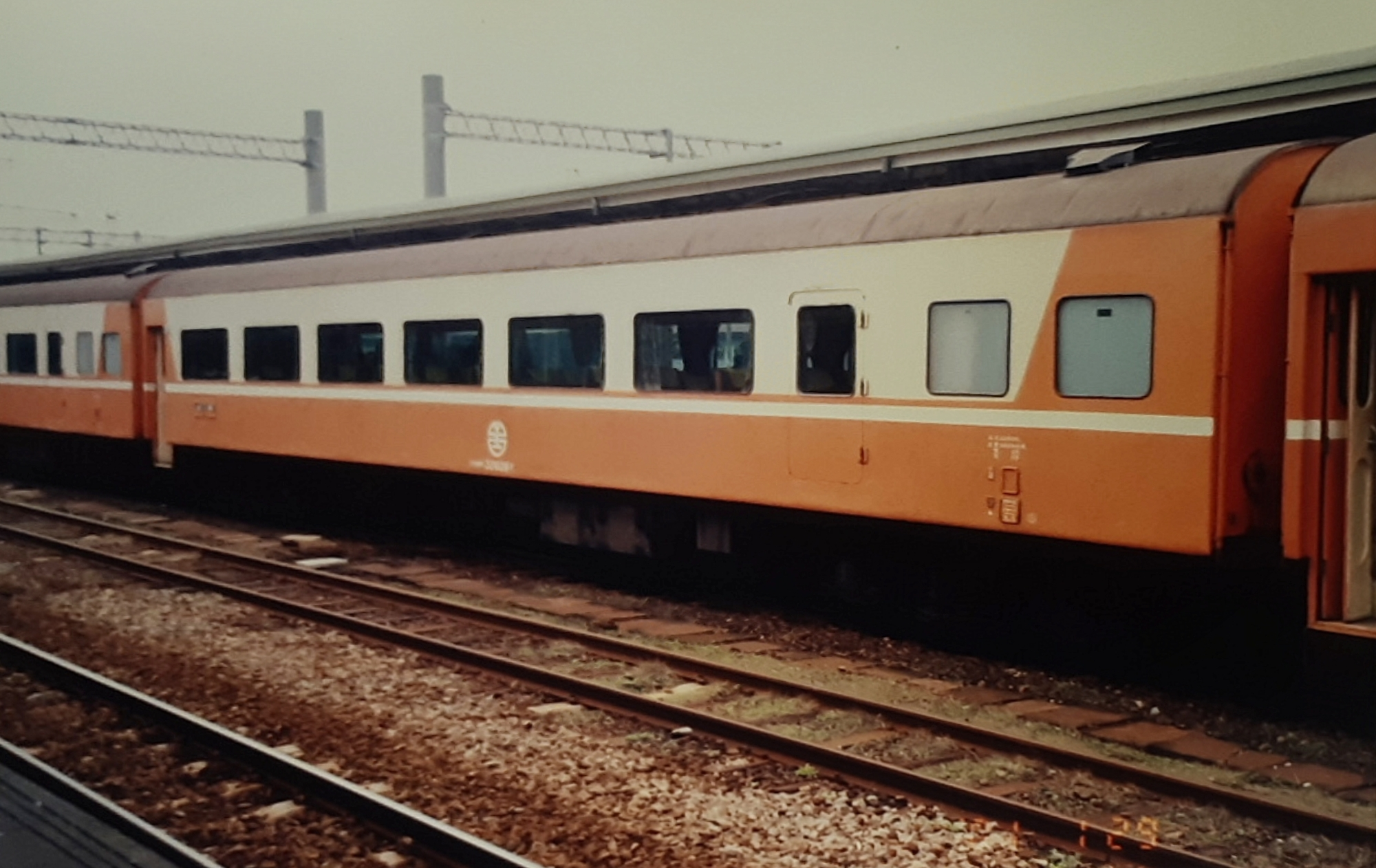
35SP32626號

## 保存車輛
- 國家鐵道博物館：35SP32616
- 潮州基地：35SP32617

- 民間私人收藏：10輛
  - 屏東縣萬丹鄉保香路旁：35SP32602、32611～32612、32631
  - 屏東縣東港鎮大益火車民宿：35SP32603、32621、32634
  - 台中市太平區蝙蝠洞附近：35SP32608
  - 高雄市大崗山上：35SP32623
  - 花蓮縣謙謹休閒農場：35SP32626

## 重大事故
- 1990年4月24日深夜，由高雄北上開往基隆的30次莒光號行經苗栗縣造橋隧道時，受當時中部地區連日豪大雨的影響，造成路基旁邊坡土石鬆動滑落而掩埋軌道，機車頭煞車不及擦撞隧道南口，造成2人死亡（司機員、助理當場殉職），第十、九車共11名乘客輕重傷。事故當天臺鐵山線全線停擺，所有列車改經海線行駛，直至隔日中午才搶通。事故後莒光號車廂SP32627報廢除籍。